# Minbo ou l'art subtil de l'extorsion
Pour plus de détails, voir Fiche technique et Distribution.
Minbo ou l'art subtil de l'extorsion (ミンボーの女, Minbō no onna) est un film japonais réalisé par Jūzō Itami, sorti en 1992.

## Synopsis
Le propriétaire d'un hôtel japonais haut de gamme, l'Europa, espère remporter un contrat prestigieux et lucratif pour organiser une importante réunion. Malheureusement, les yakuzas ont pris goût à l'hôtel dans lequel ils se retrouvent, ne se privant pas pour autant d'extorquer le propriétaire.

## Fiche technique
- Titre : Minbo ou l'art subtil de l'extorsion
- Titre français alternatif : L'Avocate[1]
- Titre original : ミンボーの女 (Minbō no onna?)
- Réalisation : Jūzō Itami
- Scénario : Jūzō Itami
- Musique : Toshiyuki Honda
- Photographie : Yonezō Maeda (ja)
- Montage : Akira Suzuki (ja)
- Décors : Shūji Nakamura
- Son : Osamu Onodera (ja)
- Production : Seigo Hosogoe et Yasushi Tamaoki
- Société de production : Itami Films
- Société de distribution : Tōhō
- Pays de production :  Japon
- Langue originale : japonais
- Format : couleur - 1,85:1 - 35 mm
- Genre : comédie et yakuza eiga
- Durée : 123 minutes[2]
- Dates de sortie : 
  - Japon : 16 mai 1992[2]
  - France : 7 juillet 1999

## Distribution
- Nobuko Miyamoto : Mahiru Inoue, l'avocate
- Yasuo Daichi : Suzuki, le comptable
- Takehiro Murata : Wakasugi, le groom
- Akira Takarada : Kobayashi
- Hōsei Komatsu : Hanaoka
- Noboru Mitani : le chef de gang
- Hideji Ōtaki : le propriétaire de l'hôtel
- Tetsu Watanabe : Akechi
- Akira Nakao : Ibagi
- Shirō Itō : Iriuchijima
- Mirei Asaoka : Akemi
- Masahiko Tsugawa : fonctionnaire du ministère des Affaires étrangères

## Autour du film
Minbo, ou l'art subtil de l'extorsion est l'histoire d'une juriste – Nobuko Miyamoto, épouse et actrice fétiche de Jūzō Itami – qui organise la défense d'un hôtel contre des yakuza envahissants. Sous les aspects d'une comédie loufoque très enlevée, tout le récit est une charge contre les agissements de malfrats vociférants qui pratiquent le chantage et l'extorsion de fonds. Jūzō Itami, qui s'est suicidé en 1997 dans des circonstances troubles, fut blessé à coups de couteau par trois yakuzas quelques jours après la sortie de Minbo, qui remporta un grand succès au Japon,.

## Distinctions
Le film a été nommé pour neuf Japan Academy Prizes et en a remporté deux : meilleur montage pour Akira Suzuki (ja) (conjointement pour son travail sur trois autres films) et meilleur son pour Osamu Onodera (ja) (conjointement pour son travail sur un autre film).